# John Davis Skilton
John Davis Skilton (* 28. Februar 1909 in Cheshire, Connecticut; † 22. Januar 1992 in Bridgeport, Connecticut) war ein US-amerikanischer Kunsthistoriker, Kurator und gehörte im Zweiten Weltkrieg den sog. Monuments Men an. Durch seine Maßnahmen bereitete er den Wiederaufbau und die Restaurierung der Würzburger Residenz und des berühmten Tiepolo-Freskos im Treppenhaus vor.

## Leben und Tätigkeit als Monument Man in Würzburg
Der damals 36-jährige US-Offizier aus Connecticut war am 18. Juni 1945 in Würzburg gelandet, drei Monate nach dem verheerenden Bombenangriff auf die Stadt. Als Kunsthistoriker und Mitarbeiter der Nationalgalerie in Washington kannte er die Bedeutung der fürstbischöflichen Residenz und ihre einzigartige Innenausstattung. Als Kunsthistoriker und Kunstschutzoffizier wusste er, dass die Kunstwerke, welche bereits im April und Mai 1945 unter Leitung des Kunsthistorikers Rudolf Edwin Kuhn (1920–2001) mit großen Bierzeltplanen provisorisch geschützt waren, sofort weiter gesichert und das tragende Gewölbe gegen Feuchtigkeit geschützt werden musste. Selbst für die provisorischen Notdächer fehlte Baumaterial. Holz, Dachpappe und Zement zu beschaffen, war auch für einen Angehörigen der amerikanischen Militärregierung schwierig. Am 6. September 1945 fand sogar ein kleines Richtfest im Gartensaal statt.
Am 16. Oktober 1945 verließ Skilton Würzburg. Das Notdach schützte die Fresken von Tiepolo in Treppenhaus und Kaisersaal sowie die Stuckdekoration von Bossi im Weißen Saal und das Mauerwerk vor einer weiteren Durchfeuchtung, die im nächsten Winter die restliche Zerstörung herbeigeführt hätten.
Nach seiner Rückkehr in die USA war er als Kurator und Kunsthistoriker im Brooklyn Museum of Art, im Detroit Institute of Arts und in der Parke-Bernet Gallery in New York tätig.
Skilton starb am 22. Januar 1992 in Bridgeport im Alter von 82 Jahren.

## Ehrungen und Auszeichnungen
- 1976: Silberne Stadtplakette
- 1976: Bundesverdienstkreuz 1. Klasse
- 2016: Im Stadtteil Hubland wird eine Straße nach ihm benannt (postum)[2]